# Goliszów
Goliszów is een dorp in de Poolse woiwodschap Neder-Silezië. De plaats maakt deel uit van de gemeente Chojnów en telt 770 inwoners.

## Verkeer en vervoer
- Station Goliszów